# Luigi da Porto

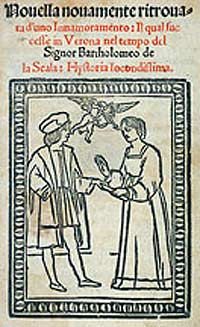
Novella novamente ritrovata (1530)

Luigi Da Porto (Vicenza, 1485-ibídem, 10 de mayo de 1529) fue un  escritor italiano, más conocido como el autor de la Novella novamente ritrovata, donde aparece la historia de Romeo y Julieta, más adelante  usada por William Shakespeare para su famosa obra de teatro.
Da Porto escribió la novela en su villa en Montorso Vicentino cerca de Vicenza antes de junio de 1524. El título del libro era Historia novellamente ritrovata di due nobili amanti (Historia novelada de dos nobles amantes), publicado póstumamente en Venecia hacia 1530-1531 y dedicada a su mentor Pietro Bembo.
El origen de la historia de los dos amantes desafortunados puede que no sea exactamente suyo pues posiblemente Da Porto tomó la inspiración de un cuento de Masuccio Salernitano, llamada Mariotto e Ganozza, e introdujo muchos elementos modernos recogidos después también en el drama de Shakespeare. Da Porto situó la historia en Verona, una ciudad estratégica para Venecia, en la época de Bartolomeo della Scala (1301–1304). Creó los nombres de Romeus (más tarde Romeo) y Giulietta (pronto Julieta) y también los personajes de Mercutio, Tybalt, Fray Lorenzo y Paris.